# Maurice Bellet
Maurice Bellet (Bois-Colombes, 19 dicembre 1923 – Parigi, 5 aprile 2018) è stato un presbitero, filosofo e teologo francese.
È stato professore di filosofia presso l'"Istituto Cattolico" di Parigi e primo collaboratore non gesuita della rivista "Christus".
La sua corposa opera (più di 40 titoli, tra cui anche quattro romanzi) spazia dalla teologia alla psicoanalisi, dalla filosofia all'economia.
Il principale tema trattato è il futuro della fede cristiana di fronte al declino del Cristianesimo inteso come sistema ideologico e come istituzione e le prospettive per l'umanità. Maurice Bellet cerca di superare gli scogli di un atteggiamento dogmatico, per aprire degli orizzonti nuovi, adottando un tono fraterno (come ad esempio nell'opera Il corpo alla prova) o critico (come ad esempio in Le Dieu pervers), contro un certo cristianesimo arcaico fondato sulla paura e sulla colpa. È vicino, per l'affinità dei temi trattati e per molte delle conclusioni cui giunge (ad esempio, il suo modo di considerare personali anche le questioni più generali, come nel caso della spiritualità o dell'economia globale), al pensiero di Raimon Panikkar.

## Opere di Bellet in italiano

### Libri
- Dio? Nessuno l'ha mai visto, San Paolo, Cinisello Balsamo (MI), 2010
- Il dio selvaggio. Per una fede critica, Servitium, Gorle (BG), 2010
- L'assassinio della parola. O la prova del dialogo, Servitium, Gorle (BG), 2009
- Vocazione e libertà, Cittadella, Assisi (PG) 2008
- Un nuovo linguaggio per la catechesi, La Scuola, Brescia 1971
- Fede e psicanalisi, Cittadella, Assisi 1975
- Il corpo alla prova o della divina tenerezza, servitium, Gorle (BG) 2000
- La Chiesa: morta o viva?, Cittadella, Assisi 1994
- Incipit o dell'inizio, servitium, Gorle (BG) 2001
- L'estasi della vita, Dehoniane, Bologna 1996
- I viali del Lussemburgo, servitium, Gorle (BG) 1997
- AA.VV., Il delirio dell'economia, l'Altrapagina, Città di Castello (PG) 1995
- AA.VV., Derive e destino dell'Europa, l'Altrapagina, Città di Castello (PG) 1999
- (con Jin Si Yan), Il sogno, servitium, Gorle (BG) 2000
- L'amore lacerato, servitium, Gorle (BG) 2001
- La Via, servitium, Gorle (BG) 2001
- La quarta ipotesi sul futuro del cristianesimo, servitium, Gorle (BG) 2003
- La lunga veglia 1934-2002, servitium, Gorle (BG) 2004
- Invito. Elogio della gratuità e dell'astinenza, Messaggero, Padova 2004
- La notte di Zaccheo, servitium, Gorle (BG) 2004
- Passare attraverso il fuoco. Le annate di Christus (1965-1985), servitium, Gorle (BG) 2007
- Il pensiero che ascolta. Come uscire dalla crisi, Paoline, Milano 2006
- AA.VV., Per una scienza dell'umano, l'Altrapagina, Città di Castello (PG) 2005

### Articoli
“L'economia in un vicolo cieco”, in AA.VV., Il delirio dell'economia, pp. 1-97
“Dalla rassegnazione alla trasformazione del desiderio”, in AA.VV., Derive e destino dell'Europa, l'Altrapagina, pp. 7-38
“Il sogno”, in M. Bellet-Jin Si Yan, Il sogno, pp. 137-224
“Una parola felice”, in AA.VV., Il cristianesimo sta morendo?, pp. 7-41
“L'imprevedibile nascita dell'umano”, in AA.VV., Per una scienza dell'umano, pp. 9-44

## Opere su Bellet
P. Calabrò, La verità cammina con noi. Introduzione alla filosofia e alla scienza dell'umano di Maurice Bellet, Il Prato, Padova 2014
P. Calabrò, "Attenti al lupus. Ammalarsi di cristianesimo secondo Maurice Bellet", in «Samgha», maggio 2014
F. Dossi, Passaggio fra le acque. Interpretazioni psicanalitiche e religiose dell'angoscia, Glossa, Milano 2005
F. Dossi, “Il fuoco della divina tenerezza”, in «Famiglia oggi», nº 12, dicembre 2005
A. Rossi, “Bisogna ripensare tutto”, intervista a Maurice Bellet, in «L'Altrapagina», dicembre 2004
R. Taioli, “Il canto del corpo. Saggio su Maurice Bellet”, in «Testimonianze», nº 447/448, 2006
R. Taioli, “Il senso della gratuità in Maurice Bellet. Tracce per una antropologia”, in «Cenobio», Anno XLIX – settembre 2000, pp. 245-249